# Šimon z Kézy
Šimon z Kézy (lat. Simon de Keza, slov. Šimon z Kézy, maď. Kézai Simon; konec 13. století) byl autor kroniky (případně jen její části) Děje Uhrů (Gesta Hunnorum et Hungarorum 1282–1285).
Pravděpodobně pocházel ze zemplínské vesnice Kéza. Poprvé se s ním setkáváme v roce 1272, kdy byl klerikem královny Alžběty, vdovy po uherském králi Štěpánu V. Roku 1283 se už připomíná jako notář a klerik krále Ladislava IV. Kumána